# Zack Taylor
Zachary "Zack" Taylor is een personage uit de televisieserie Mighty Morphin Power Rangers. Hij werd gespeeld door Walter Jones en ingesproken door de legendarische D.Sopi. De show telt in totaal 88 afleveringen.

## Biografie
Zack was de originele Zwarte Power Ranger, en co-leider van het originele team. Hij werd samen met Billy Cranston, Kimberly Hart, Jason Lee Scott, en Trini Kwan uitgekozen als een van de originele vijf Power Rangers door Zordon.
Snel denkend en bijdehand vertrouwde Zack op een combinatie van vaardigheid, kracht en lenigheid om zijn gevechten te winnen. Hij was een charismatisch persoon die gek was op sporten (zoals basketbal, American Football en scubaduiken). Tevens probeerde hij continu de aandacht te trekken van zijn klasgenoot Angela.
Zack is altijd positief en zelfverzekerd. Wel lijdt hij aan een zware vorm van ophidiofobie (slangenvrees) en arachnafobie. Hij heeft ook een hekel aan insecten.
Zack was een liefhebber van vechtsporten en dansen. Derhalve bedacht hij zijn eigen vechtstijl genaamd Hip Hop Kido.
Toen Tommy Oliver bij het team kwam werd Zack snel vrienden met hem omdat de twee dezelfde interesses hadden.
Zack verliet het team uiteindelijk in seizoen 2 van de serie omdat hij, Jason en Trini waren uitgekozen om deel te nemen aan een vredesconferentie in Zwitserland. Hij gaf zijn positie door aan Adam Park.

## Andere versie
In de rebootfilm Power Rangers uit 2017 kwam een vernieuwde versie van het personage voor vertolkt door Ludi Lin.

## Trivia
- Volgens de MMPR Interactive cd-rom is Zacks verjaardag op 7 maart.
- Zack werd uit de serie geschreven omdat Walter Jones meer geld wilde.